# Sjaj u očima
Sjaj u očima jedanaesti je studijski album od Parnog valjka. Objavljen je 1988. godine u izdanju Jugotona. Album sadrži hitove: "Prokleta nedjelja", "Sjaj u očima", "Uvijek kad ostanem sam", "Moja je pjesma lagana" i "Možda sutra neće doći". Autor svih pjesama je Husein Hasanefendić, osim pjesme "Uvijek kad ostanem sam" čiji je autor Drago Mlinarec.

## Popis pjesama
| Br. | Skladba                                 | Trajanje |
| --- | --------------------------------------- | -------- |
| 1.  | »Prokleta nedjelja (Što je iza oblaka)« | 4:14     |
| 2.  | »Sjaj u očima«                          | 5:18     |
| 3.  | »Ne, ne, ne!«                           | 3:48     |
| 4.  | »Nije pomoglo«                          | 3:59     |
| 5.  | »Uvijek kad ostanem sam«                | 3:26     |
| 6.  | »Moja je pjesma lagana«                 | 4:16     |
| 7.  | »Odlazim«                               | 4:36     |
| 8.  | »Možda sutra neće doći«                 | 5:50     |
| 9.  | »"Ovce"«                                | 3:41     |

## Izvođači
- vokal - Aki Rahimovski
- gitara - Zoran Cvetković - Zok
- bas - Zorislav Preksavec - Preksi
- bubnjevi - Dražen Šolc
- gitara - Husein Hasanefendić - Hus

## Gosti
- Hammond orgulje, emulator i klavir - Neven Frangeš
- programi za emulator - Stanko Juzbašić

## Vanjske poveznice
- Album na službenoj stranici sastava
- Album na stranici discogs.com